# Generalsekretariat der ukrainischen Zentralna Rada

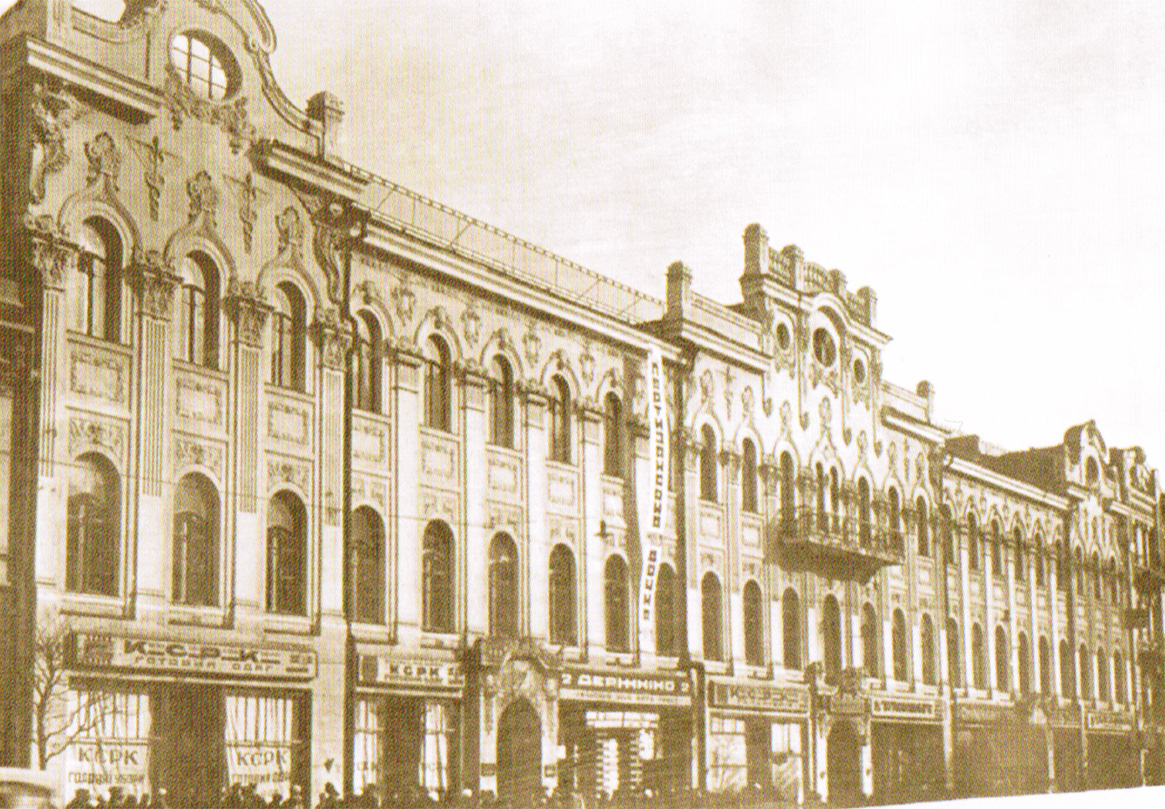
Der spätere Sitz des Generalsekretariats der Ukraine auf dem Chreschtschatyk Nr. 27 in Kiew im Jahr 1910

Das Generalsekretariat der ukrainischen Zentralna Rada (ukrainisch Генеральний секретаріат Української Центральної Ради Heneralnyj sekretariat Ukraiinskoji Zentralnoji Rady) war das aus der ukrainischen Zentralna Rada gebildete erste Exekutivorgan (Regierung) der Ukrainischen Volksrepublik.
Das Generalsekretariat bestand vom 15. Junijul. / 28. Juni 1917greg. bis zum 9. Januarjul. / 22. Januar 1918greg. und hatte seinen Sitz in Kiew.

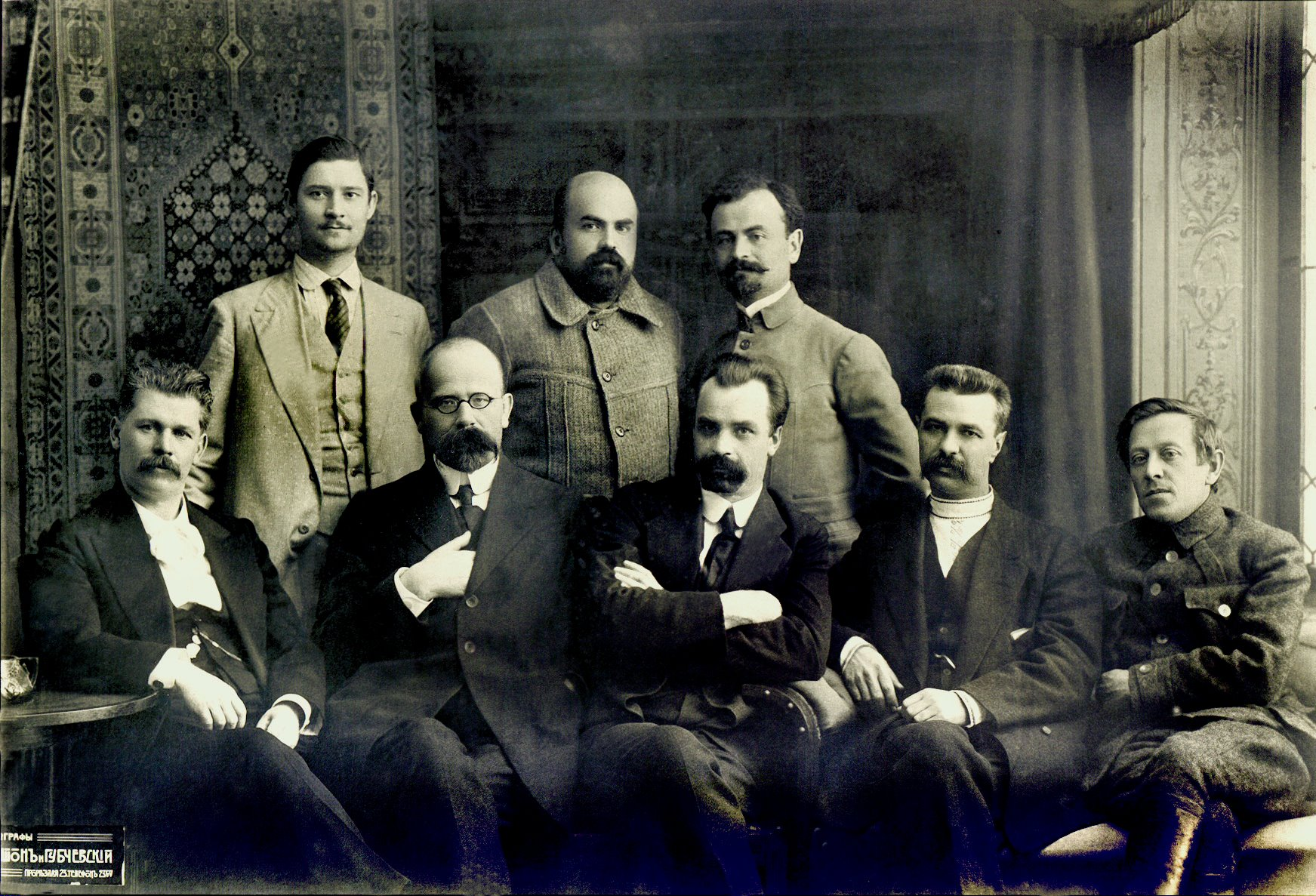
Die Mitglieder des Generalsekretariats am 5. Juli 1917. (von links nach rechts) Stehend: P. Chrystjuk, M. Stasjuk, B. Martos. Sitzend: I. Steschenko, C. Baranowskyj, W. Wynnytschenko, S. Jefremow, S. Petljura

## Mitglieder
Zum Leiter des Generalsekretariats (Ministerpräsident) wurde Wolodymyr Wynnytschenko (Ukrainische Sozialdemokratische Arbeiterpartei (USDRP)) gewählt, der auch noch das Amt des Generalsekretär des Inneren wahrnahm. Die weiteren Generalsekretäre (Minister) waren:
- Borys Martos, Generalsekretär für Landangelegenheiten (USDRP)
- Symon Petljura, Generalsekretär für militärische Angelegenheiten (USDRP)
- Walentyn Sadowskyj (Валентин Васильович Садовський), Generalsekretär für Rechtsangelegenheiten (USDRP)
- Iwan Steschenko, Generalsekretär für Bildung (USDRP)
- Serhij Jefremow, Generalsekretär für internationale Angelegenheiten (Ukrainische Partei der Sozialistischen Föderalisten)
- Mykola Stasjuk (Микола Миколайович Стасюк), Generalsekretär für Ernährungsangelegenheiten (überparteilich)
- Chrystofor Baranowskyj (Христофор Антонович Барановський), Generalsekretär für Finanzen (überparteilich)
- Pawlo Chrystjuk, Generalsekretär (Ukrainische Partei der Sozialrevolutionäre)[1][2]